# Barton Hartshorn
Pour les articles homonymes, voir Barton.
Barton Hartshorn est une paroisse civile du Buckinghamshire, en Angleterre.